# 日野輝資
日野 輝資（ひの てるすけ）は、戦国時代から江戸時代前期にかけての公家。日野家の第28代当主。官位は正二位・権大納言。唯心（ゆいしん）としても知られる。
藤原北家日野家庶流広橋家の出身で、権大納言・広橋国光の子。初名は広橋 兼保（ひろはし かねやす）または兼潔（かねきよ）といったが、後に本家筋の日野家を継いだ。

## 生涯
弘治元年（1555年）、広橋国光の子として生まれた。母は高倉永家の娘。
天文24年（1555年）9月、日野家の当主・日野晴光が薨去したものの、嗣子・晴資は早世してしまっており、後を継ぐべき子息がいなかった。そのため、広橋国光の子・兼保を擁する将軍・足利義輝と、飛鳥井雅綱の子・資堯を擁する三好長慶との間で、後継を巡る争いが生じた。
晴光の死後、日野家の領地は晴光の妻で義輝の乳母でもあった春日局（陽春院）によって管理されていたが、長慶が義輝の経済基盤を切り崩すため、九条稙通と組んで資堯を擁立したとする見方がある。他方、義輝としても兼保を擁立することで、長慶の影響力が強まった公家衆を再編する意図があったとされる。
結局、日野流の柳原資定や広橋兼秀（兼保の祖父）の賛同を得た義輝の意見が通り、永禄2年（1559年）4月23日に正親町天皇の承認によって、兼保の日野家相続が決定された（実家の広橋家は、弟の広橋兼勝が代わって相続した）。兼保は日野家を継承すると、代々の当主（嫡子）の慣例通り、将軍家の一字（義輝から「輝」の字）を与えられて、輝資と改名した。
輝資は昵近公家衆として、義輝の弟・足利義昭に仕え、永禄13年（1570年）4月には飛鳥井雅敦と共に金ヶ崎の戦いに従軍した。
元亀4年（1573年）7月、義昭が織田信長に対して挙兵すると、輝資もこれに従った。義昭が巨椋池の傍にある槇島城に籠城すると、輝資は奉公衆の三淵藤英、政所執事の伊勢貞興、同じく昵近公家衆の高倉永相などと共に二条御所を任された。輝資らは籠城したものの、織田軍に御所を囲まれると、藤英を一人残して降伏して退城した。
天正2年（1574年）3月26日、輝資は正親町天皇の勅使として、飛鳥井雅春（雅清）と共に織田信長の下に訪れ、蘭奢待切り取りの勅許の旨を伝えた。
天正4年（1576年）2月1日、輝資は烏丸光宣や広橋兼勝らと共に、山科言継・言経父子に同行し、村井貞勝を訪問した。
天正9年（1581年）2月28日、正親町天皇の御前で信長が行った京都御馬揃えにおいて、輝資は公家衆の一人として参加している。
慶長7年（1602年）1月、近衛信尹が輝資に「日野家は九条家の家来である」と述べたことについて、輝資は家来ではないと反論し、論争になった。そのため、嫡子・資勝と共に朝廷への出仕を止められ、京都を出奔した。2ヵ月後、徳川家康の取り計らいにより、京都に戻る。
慶長11年（1606年）5月29日、輝資は家康から寸白の薬の膏薬を与えられた。
慶長12年（1607年）5月、輝資は娘・輝子の死去をきっかけとして、出家して唯心（唯心院）と号した。以後、 駿府に下向し、家康に仕えることになり、慶長18年（1613年）には家康から近江国蒲生郡清水脇村などにおいて1,033石4斗余を与えられた。
元和2年（1616年）4月、家康が死去すると、輝資は江戸に下向し、徳川秀忠に仕えた。
元和9年（1623年）6月、輝資は秀忠の上洛に従って、京都に戻った。
閏8月2日、輝資は薨去した。

## 人物
- 輝資は家康側近の僧として、以心崇伝や天海に次ぐ地位にあったとされている。また、禁中並公家諸法度の編纂にも加わり、その正本は輝資によるものといわれている。
- 輝資は有職故実に通じ、 和歌や茶の湯をよくした文化人としても知られた[1][5]。輝資は千利休と親交を持ち、茶の湯を学んだ[1]。
- 輝資は大名物『日野肩付』茶入（現在、畠山記念館蔵）を所持したほか、藤原俊成自筆の『千載和歌集』を所持した。この本は後に分割され、『日野切』と称され、複数葉現存している。
- 自身の記した日記に、『輝資卿記』がある[1]。

## 日記
「輝資卿記」『輝資卿記   付 雅継卿記』（田中暁龍 編、宮帯出版社、ISBN：978-4-8016-0279-3）。慶長10～16年の日記。

## 系譜
- 正室：津守国繁の娘
  - 男子：資勝
  - 男子：忠宥 - 英彦山座主
  - 男子：日韶 - 常寂光寺2世
  - 女子：輝子 - 典侍。従三位
- 生母不明の子女
  - 女子：平松時庸室。
  - 女子：花房正成の子・花房正栄室。
  - 養子：資栄 - 外孫、花房正栄子
  - 養女：高畠長成の娘 - 姪、小笠原貞慶正室